# قص (جيولوجيا)
القص (بالإنجليزية: Shear) في الجيولوجيا، القص هو استجابة الصخر للتشوه عادةً عن طريق الإجهاد الانضغاطي ويشكل نسيجًا معينًا. يمكن أن يكون القص متجانسًا أو غير متجانس، وقد يكون قصًا نقيًا أو قصًا بسيطًا. ترتبط دراسة القص الجيولوجي بدراسة الجيولوجيا الهيكلية والبنية الدقيقة للصخور أو نسيج الصخور وميكانيكا الصدع.

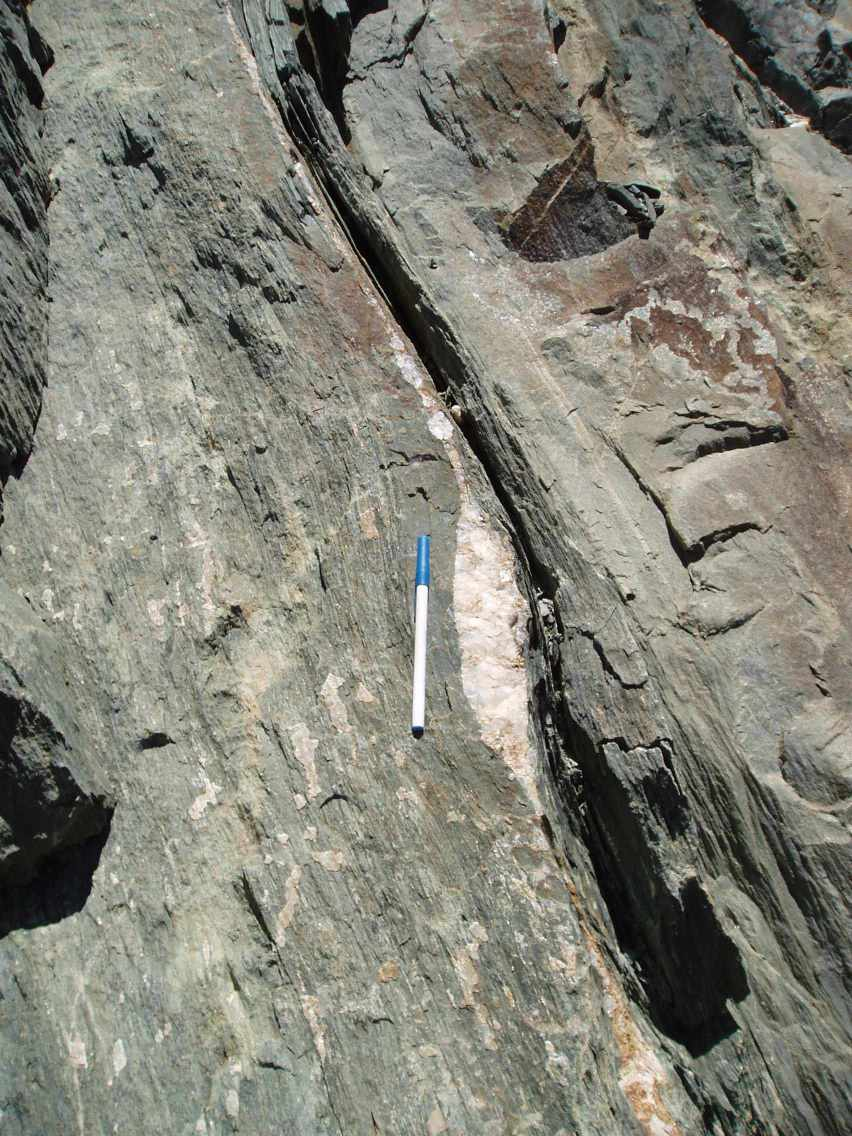
عرق الكوارتز المغطى بالبودن (مع هامش إجهاد) يُظهر إحساسًا بالقص الأيسر، حفرة ستارلايت، منجم فورتنوم للذهب، غرب استراليا

تحدث عملية القص في الصخور الهشة، والهشة المطيلة، والمطيلة. أما في الصخور الهشة تمامًا، فيؤدي الضغط الانضغاطي إلى تشققات وتصدعات بسيطة.

## منطقة القص

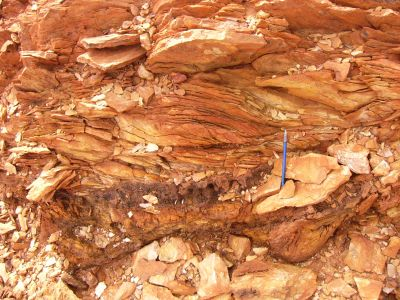
قص غير متماثل في البازلت، منجم لابوشير، حوض غلينغاري، أستراليا. القص غير المتماثل يساري، قلم لتحديد المقياس.

منطقة القص هي منطقة مسطحة أو منحنية، تتراوح بين سطحية وصفائحية، وتتكون من صخور أكثر إجهادًا من الصخور المجاورة لها. عادةً ما يكون هذا نوعًا من الصدع، ولكن قد يكون من الصعب وضع مستوى صدع مميز في منطقة القص. قد تشكل مناطق القص مناطق ذات تورق وتشوه وطي أكثر كثافة. قد تُلاحظ عروق أو كسور متدرجة داخل مناطق القص.
تحتوي العديد من مناطق القص على رواسب خام لأنها مركز للتدفق الحراري المائي عبر الأحزمة الجبلية. قد تُظهر غالبًا شكلاً من أشكال التحول الرجعي من تجمع متحول ذروة وعادةً ما تكون متحولة.
يمكن أن يبلغ عرض مناطق القص بوصات فقط، أو يصل إلى عدة كيلومترات.  غالبًا ما تُعدّ مناطق القص وحدات قابلة للرسم، نظرًا لسيطرتها الهيكلية ووجودها على حواف الكتل التكتونية، وتُشكّل فجوات مهمة تفصل بين التضاريس. ولذلك، تُسمّى العديد من مناطق القص الكبيرة والطويلة، تمامًا مثل أنظمة الصدوع.
عندما يُمكن قياس الإزاحة الأفقية لهذا الصدع بعشرات أو مئات الكيلومترات، يُشار إلى الصدع باسم "القص الضخم". غالبًا ما تُشير "القص الضخم" إلى حواف الصفائح التكتونية القديمة.

## آليات القص
تميل مناطق القص، التي تحدث في ظروف جيولوجية أكثر هشاشة (ضغط أبرد وأقل تقييدًا) أو عند معدلات إجهاد عالية، إلى الفشل بسبب الهشاشة؛ مما يؤدي إلى تكسر المعادن، التي تُطحن إلى بريشيا ذات ملمس مطحون.
يمكن لمناطق القص، التي تحدث في ظروف هشة-مدعمة، أن تستوعب قدرًا كبيرًا من التشوه من خلال تفعيل سلسلة من الآليات التي تعتمد بشكل أقل على كسر الصخر، وتحدث داخل المعادن والشبكات المعدنية نفسها. تستوعب مناطق القص الإجهاد الضاغط من خلال الحركة على مستويات التورق.
قد يحدث القص في الظروف المطيلة نتيجةً لتكسر المعادن ونمو حدود الحبيبات الفرعية، بالإضافة إلى انزلاق الشبكة. ويحدث هذا تحديدًا في المعادن المسطحة، وخاصةً الميكا.

## وصلات خارجية
https://web.archive.org/web/20060427061720/http://fbe.uwe.ac.uk/public/geocal/SoilMech/shear/shear.htm